# NStB Sternberg - Meyerhöfen
Az NStB  Sternberg - Meyerhöfen egy szerkocsisgőzmozdony-sorozat volt az osztrák-magyar k.k. Nördlichen Staatsbahn (NStB)-nál.

## Története
A tizenegy mozdonyt a Bécsújhelyi Mozdonygyár készítette 1845-ben. Ezek a 2A tengelyelrendezésű mozdonyok a philadelphiai William Norris mozdonyok mintájára készültek ferde hengerekkel és forgóvázzal az első tengelyek felett. Az NStB a  STERNBERG, HRADSCHIN, TRÜBAU, REICHENAU, OLMÜTZ, ALTSTADT, PRAG, BÖHMEN, KARLSTEIN, KÖNIGSSAAL és MEYERHÖFEN neveket és a 11-21 pályaszámokat adta nekik. Az első négy mozdony kisebb hajtókerékátmérővel készült ezért kisebb volt a súlya továbbá a tengelytávolsága.
Amikor a StEG magánvasút társaság megvásárolta az NStB-t a mozdonyok 12-22 pályaszámokat kaptak. A 12-15 pályaszámú mozdonyokat 1858-ban a Prager Eisenindustrie-Gesellschaft megvette. Ezek a Kladno használatába kerültek a Kladno-Nučicer Bahn (KND)-on, mely egy bányavasút volt.
A StEG mozdonyokat csakúgy, mint a Prager Eisenindustrie-Gesellschaft mozdonyait 1880-ig selejtezték.